# المؤتمرات العامة لحركة النهضة التونسية
المؤتمرات العامة لحركة النهضة التونسية هي سلسة من المؤتمرات التي تعقدها حركة النهضة مرة كل أربع سنوات. 

شهدت حركة النهضة منذ تأسيسها تسعة مؤتمرات، منها ثمانية كانت في السر قبل الثورة التونسية، بينما كان أول مؤتمر علني هو المؤتمر التاسع وهو بعد الثورة.

المؤتمر الأخير والعاشر للحركة تم تنظيمه بين 20 و23 مايو 2016.

## ماهية المؤتمر
المؤتمر العام هو أعلى سلطة في الحزب ويتكون من نواب عن المنخرطين حسب نسب وتمثيلية يحددها مجلس الشورى يضاف إليهم رئيس الحزب ورئيس مجلس الشورى وأعضاء المكتب التنفيذي المتخلين. وينعقد بصفة عادية مرة كل أربع سنوات بحضور الأغلبية المطلقة من المؤتمرين وفي حالة عدم توفر النصاب ينعقد صحيحا بعد 24 ساعة بمن حضر. يختار مجلس الشورى لجنتين تحت إشرافه تتولى الأولى الإعداد المضموني للمؤتمر. في حين تتولى الثانية بالتنسيق مع المكتب التنفيذي، الإعداد المادي للمؤتمر.

ينعقد المؤتمر العام الإستثنائي بناء على طلب من رئيس الحزب أو من ثلثي أعضاء مجلس الشورى أو ثلث المنخرطين ولا يمكن أن ينعقد إلا بحضور الأغلبية المطلقة من المؤتمرين وإذا لم يتوفر النصاب ينعقد صحيحا بعد 24 ساعة مهما كان عدد الحضور.

## قائمة المؤتمرات العامة
| المؤتمر        | التاريخ            | المكان                | ملاحظات                                                                                     |
| -------------- | ------------------ | --------------------- | ------------------------------------------------------------------------------------------- |
| المؤتمر الأول  | أغسطس 1979         | تونس، منوبة           | التأسيس.                                                                                    |
| المؤتمر الثاني | أبريل 1981         | تونس، سوسة            | الإعلان السياسي والسعي للتقنين.                                                             |
| المؤتمر الثالث | أكتوبر 1984        | تونس، سليمان          | تجديد القيادة.                                                                              |
| المؤتمر الرابع | ديسمبر 1986        | تونس، المنزه          | الرؤية الفكرية.                                                                             |
| المؤتمر الخامس | مارس 1988          | تونس، صفاقس           | إعادة بناء القيادة.                                                                         |
| المؤتمر السادس | ديسمبر 1995        | سويسرا                | أول مؤتمر في المهجر.                                                                        |
| المؤتمر السابع | أبريل 2001         | هولندا                | إعادة الهيكلة.                                                                              |
| المؤتمر الثامن | مايو 2007          | المملكة المتحدة، لندن |                                                                                             |
| المؤتمر التاسع | 12 - 14 يوليو 2012 | تونس، الكرم           | أول مؤتمر علني للحركة وجاء عقب الثورة التونسية وبعد فوز الحركة في الانتخابات ووصولها للحكم. |
| المؤتمر العاشر | 20 - 23 مايو 2016  | تونس، رادس والحمامات  | التقييم العام للحركة منذ التأسيس وتجربة الحكم، والفصل بين السياسي والدعوي.                  |

## المؤتمر التاسع
تم انعقاد المؤتمر التاسع بين 12 و14 يوليو 2012، وكان أول مؤتمر علني للحركة. شارك في المؤتمر حوالي 40 ألف شخص و500 إعلامي عربي وأجنبي ، إضافة إلى مئات الضيوف من الدول العربية والأجنبية, إلى جانب رؤساء ونواب ووزراء حركة النهضة في الحكم.

تم انتخاب عبد اللطيف المكي رئيسا للمؤتمر لمدة ثلاثة أيام ليسهر على حسن سيره وتنظيمه. 

وكان من أبرز الضيوف:
| - خالد مشعل: رئيس المكتب السياسي لحركة حماس. - نافع علي نافع: نائب الرئيس السوداني ونائب رئيس حزب المؤتمر الوطني. - مصطفى عبد الجليل: رئيس المجلس الوطني الإنتقالي الليبي. - عباس زكي: عضو اللجنة المركزية لحركة فتح. - الصادق المهدي: رئيس حزب الأمة السوداني. - عبد العزيز بلخادم: الأمين العام لجبهة التحرير الوطني الجزائرية. - نعيمة صالحي: رئيسة حزب العدل والبيان الجزائري. - ناصر الصانع: الأمين العام للحركة الدستورية الإسلامية الكويتية. - ممثلين عن حزب العدالة والتنمية وجماعة العدل والإحسان من المغرب. | - ممثلين عن حركة مجتمع السلم وجبهة التغيير وجبهة التحرير الوطني من الجزائر. - ممثلين عن حزب الحرية والعدالة والإخوان المسلمين من مصر. - ممثلين عن حزب العدالة والتنمية التركي. - ممثلين عن حزب الله اللبناني. - نواب من البرلمان الأوروبي. - ممثلين عن الأحزاب الفرنسية، والإسبانية والبلجيكية. - ممثلين عن الولايات المتحدة الأمريكية وكندا. - ضيوف من ليبيا وسوريا والأردن والسعودية وقطر والكويت والإمارات وعمان والبحرين والسودان وإرتريا والعراق وإيران واليمن وموريتانيا وتركيا وماليزيا وأندونيسيا. |

من تونس:
| - مصطفى بن جعفر: رئيس المجلس الوطني التأسيسي التونسي. - ممثلي حزب المؤتمر من أجل الجمهورية. - ممثلين عن الأحزاب السياسية التونسية. - منصف الورغي: مقاتل (فنون القتال) تونسي. - أحمد المستيري. | - أحمد بن صالح. - مصطفى الفيلالي. - سمير الشفي: ممثل عن الاتحاد العام التونسي للشغل. - أحمد حنيدر جار الله: ممثل عن الاتحاد التونسي للفلاحة والصيد البحري. |

## المؤتمر العاشر

### الإستفتاء
أثناء نقاش مجلس شورى حركة النهضة حول اختيار تاريخ انعقاد المؤتمر العاشر للحركة، إنقسم المجلس لمؤيد لانعقاده قبل إنتخابات 2014 ومؤيد لانعقاده بعد الانتخابات، لذلك ذهبت الحركة لقرار إستفتاء قواعد الحركة من المنخرطين لتحديد تاريخ انعقاد هذا المؤتمر، وتعتبر هذه الألية في الرجوع مباشرة لمنخرطي الحزب تقع لأول مرة في تونس بطريقة حرة بعد الثورة التونسية ورابع مرة في تاريخ الحركة. وعقد هذا الإستفتاء أيام 28 و29 و30 مارس 2014.

السؤال على ورقة الاستفتاء كان: «هل أنت مع تأجيل المؤتمر الاستثنائي إلى ما بعد الانتخابات الرئاسية والتشريعية القادمة؟»
لذلك تم الاعتراض عن القيام بالمؤتمر في 2014 وتم تقرير القيام به في وقت لاحق.
| النتائج     | العدد  | النسبة | ملاحظات |
| ----------- | ------ | ------ | --- |
| نعم         | 198 27 | %70.31 | الاستفتاء في 27 دولة 300 مركز اقتراع في تونس 250 قيادي مشرف (30% نساء و25% شباب) 14 عضو شورى بلجنة الاستفتاء 25 عضو شورى مشرفين بالجهات 265 اجتماع تمهيدي 180 دق نقاش في كل جلسة |
| لا          | 184 11 | %28.91 | الاستفتاء في 27 دولة 300 مركز اقتراع في تونس 250 قيادي مشرف (30% نساء و25% شباب) 14 عضو شورى بلجنة الاستفتاء 25 عضو شورى مشرفين بالجهات 265 اجتماع تمهيدي 180 دق نقاش في كل جلسة |
| أوراق ملغاة | 300    | %0.78  | الاستفتاء في 27 دولة 300 مركز اقتراع في تونس 250 قيادي مشرف (30% نساء و25% شباب) 14 عضو شورى بلجنة الاستفتاء 25 عضو شورى مشرفين بالجهات 265 اجتماع تمهيدي 180 دق نقاش في كل جلسة |
| الاجمالي    | 682 38 | 100%   | الاستفتاء في 27 دولة 300 مركز اقتراع في تونس 250 قيادي مشرف (30% نساء و25% شباب) 14 عضو شورى بلجنة الاستفتاء 25 عضو شورى مشرفين بالجهات 265 اجتماع تمهيدي 180 دق نقاش في كل جلسة |

### المؤتمر
التحضيرات
بدأت تحضيرات الحزب للمؤتمر منذ 2015. وأطلقت في يناير 2016، المؤتمرات المحلية في المكاتب المحلية للمدن والقرى والأحياء، أين تم النقاش حول محتويات ولوائح المؤتمر وأهدافه، وكذلك انتخاب ممثلي المكاتب المحلية في المؤتمرات الجهوية، وهي المرحلة الثانية للتحضيرات، أين سيتم عقد مؤتمرات جهوية في كل ولاية تونسية من الأعضاء المنتخبين محليا. وأخيرا، وذلك قبل عقد المؤتمر في مايو 2016.

عقدت المؤتمرات المحلية والتي بلغ عددها 279 مؤتمرا على ثلاث دفعات: 41 مؤتمرا بين 3 و9 يناير 2016، ثم 108 مؤتمرا بين 10 و16 يناير، ثم 124 مؤتمرا بين 17 و23 يناير. 

بعد ذلك، عقدت المؤتمرات الجهوية ال24 في ولايات تونس ال24 على ثلاث دفعات كذلك: 8 مؤتمرات في 28 فبراير 2016، ثم 8 مؤتمرات في 6 مارس، ثم 8 مؤتمرات في 13 مارس. تم تنظيم كذلك مؤتمر للطلبة ومؤتمر للكتلة البرلمانية ومؤتمرات جهوية للإطارات، وكذلك 11 مؤتمرا في الخارج.
اللجان التحضيرية
كونت الحركة لجنتين للسهر على إعداد وتنظيم المؤتمر وهما:
- لجنة الإعداد المضموني: عبد الرؤوف النجار، أحمد قعلول، العجمي الوريمي، بختة الزعلوني، بن عيسى الدمني، جلال الدين الرويس، جلال الورغي، رضا إدريس، رفيق عبد السلام، سلمى صرصوط، صالح المطيراوي، عادل الحمزاوي، عبد الستار رجب، عبد الكريم الهاروني، عبد اللطيف المكي، عبد المجيد النجار، عبد المنعم إدريس، عماد الخميري، محسن السوداني، محمد الصالح قسومة، محمد النوري، محمد بن نصر، منية ابراهيم، ناجي الجمل.[13]
- لجنة الإعداد المادي: علي الحرابي، عبد الفتاح تريمش، بشير الخذري، رضا بوكادي، رفقة بن إبراهيم، عادل بن عمر، عمر بلخيرية، فوزي جاب الله، فوزي كمون، محمد الصغير اليوسفي، مختار اللموشي، منير قلوز، الأسعد الجوهري، عبد السلام الخماري، فخر الدين شليق، محمد بن نجمة، ثامر عتيق، محمد الصالح قسومة.[14]

أهداف المؤتمر
يهدف هذا المؤتمر إلى التقييم العام لتجربة الحركة والخيار الاستراتيجي في جملة من الملفات الأخرى منها السياسي والفكري والهيكلي التنظيمي وغيرها.

من أهم ما ستناقشه الحركة في هذا المؤتمر، هو الفصل بين السياسي والدعوي.
الفعاليات
ستقام الحفلة الافتتاحية في القاعة متعددة الاختصاصات برادس في ضواحي تونس العاصمة يوم 20 مايو، بينما ستقام فعاليات المؤتمر من نقاشات واجتماعات وانتخابات في عدة فنادق من مدينة الحمامات الساحلية والتي تبعد عن العاصمة 60 كيلومترا. 

المُؤتَمِرِينَ الذين لديهم حق التصويت والنقاش في المؤتمر والذين تم انتخابهم في المؤتمرات المحلية والجهوية يبلغ عددهم 200 1 مُؤتَمِرًا، فيما يوجد 200 ملاحظ، وحوالي 900 إعلامي تونسي وأجنبي. 

بلغ عدد ضيوف الحركة في الحفلة الافتتاحية أكثر من 000 1 ضيف منهم حوالي 200 من خارج تونس. 

سيقع التصويت على هياكل ولوائح المؤتمر لأول مرة في تونس بطريقة إلكترونية، وهو ما قامت به الحركة في مؤتمراتها الجهوية. 

اللوائح المعروضة على المؤتمر لنقاشها هي: لائحة التقييم (ما قبل الثورة وفترة الحكم) واللائحة الفكرية واللائحة الاقتصادية والاجتماعية واللائحة السياسية ولائحة الخيار الاستراتيجي واللائحة الهيكلية ولائحة الأمن ومكافحة الإرهاب. 

القنوات الناقلة للمؤتمر مباشرة هي الجزيرة مباشر وقناة الزيتونة وقناة حنبعل والحوار التونسي ونسمة وشبكة تونس الإخبارية.

ضيوف الحركة في المؤتمر هم وفود عن عدة أحزاب تونسية وأجنبية، وممثلين رسميين للحكومات والدول الأجنبية، وأبرز الضيوف هم:
- الباجي قائد السبسي: رئيس الجمهورية التونسية.
- مهدي جمعة: رئيس الحكومة التونسية السابق.
- محمد الناصر: رئيس مجلس نواب الشعب التونسي.
- مصطفى بن جعفر: رئيس المجلس الوطني التأسيسي التونسي السابق.

من الخارج:
| - وفد عن حزب العدالة والتنمية المغربي يقوده محمد يتيم. - وفد عن حركة حماس يقوده أسامة حمدان ووفد عن حركة فتح الفلسطينية وحزب المؤتمر الوطني السوداني. - محمد جميل ولد منصور: رئيس التجمع الوطني للإصلاح والتنمية - تواصل الموريتاني. - الصادق المهدي: رئيس حزب الأمة السوداني. - عبد العزيز بلخادم: الأمين العام لجبهة التحرير الوطني الجزائرية. - عبد الرزاق مقري: رئيس حركة مجتمع السلم الجزائرية. - نعيمة صالحي: رئيسة حزب العدل والبيان الجزائري. - ناصر الصانع: الأمين العام للحركة الدستورية الإسلامية الكويتية. | - سلمى عطا الله جان: عضوة مجلس الشيوخ الكندي ونائبة رئيس لجنة حقوق الإنسان وعضوة لجنة العلاقات الخارجية فيه. - ممثلين عن جماعة العدل والإحسان المغربية. - ممثلين عن جبهة التغيير الجزائرية. - ممثلين عن حزب العدالة والتنمية التركي. - نواب من البرلمان الأوروبي. - سفراء الدول الأجنبية في تونس. - السياسي والأكاديمي الفلسطيني عزام التميمي، والإعلامي الجزائري سعد بوعقبة. - وفود من الجزائر والمغرب وليبيا وموريتانيا وإيطاليا وفرنسا وألمانيا وسويسرا وإسبانيا وبريطانيا والولايات المتحدة والنرويج وفلسطين والكويت والسودان وتركيا والنمسا وأندونيسيا وماليزيا والبنغلاديش والصين والسنغال. |

من تونس:
- قيادات ونواب ووزراء النهضة السابقين والحاليين.
- وفد عن حزب نداء تونس يقوده حافظ قائد السبسي.
- ياسين إبراهيم: وزير التنمية والتعاون الدولي ورئيس حزب آفاق تونس.
- سليم الرياحي: رئيس حزب الاتحاد الوطني الحر.
- كمال مرجان: رئيس حزب المبادرة الوطنية الدستورية التونسية.
- غازي الشواشي: أمين عام حزب التيار الديمقراطي.
- محمد عبو: الأمين العام السابق لحزب التيار الديمقراطي.
- عبد الرؤوف العيادي: رئيس حركة وفاء.
- عصام الشابي (عن الحزب الجمهوري) ولزهر بالي (رئيس حزب الأمان) والبوصيري بوعبدلي (رئيس الحزب الجمهوري المغاربي).
- أحمد بن صالح ومصطفى الفيلالي
- نواب المجلس الوطني التأسيسي التونسي السابق.

النتائج
بعد حفل الافتتاح، انتخب المؤتمرون علي العريض رئيسا للمؤتمر وذلك ب678 صوتا مقابل 414 لنور الدين البحيري، ليسهر على حسن سيره مدة ثلاثة أيام، وانتخابه يعني بداية أشغال المؤتمر وتكوين مكتبه ولجانه التنظيمية المختلفة، وصولا لانتخاب أعضاء مجلس الشورى ورئيس الحركة والمصادقة على اللوائح العشرة المعروضة والتقريرين الأدبي والمالي. 

تم مناقشة اللوائح والتصويت عليها إلكترونيا في 21 و22 مايو، حيث تم الموافقة على التقرير الأدبي ب85.5%، ثم على التقرير المالي ب91%، ولائحة التقييم ب78% واللائحة الفكرية ب87.7% ولائحة إدارة المشروع المعروفة بالفصل بين الدعوي والسياسي ب80.8% واللائحة السياسية ب93.5% واللائحة الاقتصادية ب89.3% واللائحة الأمنية ب87.5% وأخيرا اللائحة الهيكلية ب71.9%. 

صادق المؤتمرون على القانون الأساسي الجديد للحركة الذي مر من 40 فصلا إلى 138 فصلا في مساء 22 مايو وذلك ب878 صوت مع و14 ضد و19 محتفظ. 

انتخب المؤتمرون 100 عضو لمجلس الشورى الجديد أي الثلثين من أصل 150، فيما سيتم تعيين الثلث الباقي أي 50 عضوا آخر من قبل مجلس الشورى الجديد. 

ترشح لرئاسة الحركة في البداية 8 مترشحين، ولكن بعد انسحاب بعضهم لم يبقى سوى راشد الغنوشي وفتحي العيادي ومحمد العكروت. في فجر 23 مايو، تم إعلان النتائج وتحصل الغنوشي على 800 صوت والعيادي على 229 صوت والعكروت على 29 صوت بمشاركة 1158 مؤتمِر من جملة 1184 مؤتمر، وبذلك أعيد انتخاب الغنوشي مرة أخرى لرئاسة الحركة.

## روابط خارجية
- الموقع الرسمي لحركة النهضة.
- الموقع الرسمي للمؤتمر العاشر لحركة النهضة.
- صفحة مؤتمر النهضة على موقع فليكر.